# Carcelia sumatrana
Carcelia sumatrana là một loài ruồi trong họ Tachinidae.